# Wild Honey Pie
Wild Honey Pie (englisch sinngemäß für ‚Wilder Honigkuchen‘) ist ein Lied der britischen Band The Beatles, das 1968 auf ihrem neunten Studioalbum The Beatles veröffentlicht wurde. Komponiert wurde es von John Lennon und Paul McCartney und unter der Autorenangabe Lennon/McCartney veröffentlicht.

## Hintergrund
Wild Honey Pie basiert hauptsächlich auf den musikalischen Ideen von Paul McCartney.
Mitte Februar 1968 reisten die Beatles mit ihren Frauen nach Rishikesh (Indien), wo ein mehrwöchiger Meditationskurs des Maharishi Mahesh Yogi stattfand. Ringo Starr kehrte bereits Anfang März nach England zurück, Paul McCartney folgte drei Wochen später. John Lennon und George Harrison verließen Indien erst Mitte April. Während des Indienaufenthalts schrieben die Beatles die Mehrzahl der Lieder für ihr neues Album, so war Wild Honey Pie eines der Lieder, die McCartney in Indien schrieb.
Wild Honey Pie ist im Wesentlichen ein experimentelles Instrumentallied, das musikalisch mit der McCartney-Komposition Honey Pie, die auf dem gleichen Album erschien, keine Ähnlichkeit hat. Auf Wunsch von Pattie Harrison wurde Wild Honey Pie für das Album The Beatles verwendet.

## Aufnahme
Wild Honey Pie wurde am 20. August 1968 in den Londoner Abbey Road Studios (Studio 2) mit dem Produzenten George Martin aufgenommen. Ken Scott war der Toningenieur der Aufnahmen. Paul McCartney nahm einen Take auf. In einer achtstündigen Aufnahmesession zwischen 20 und 4 Uhr wurden neben Wild Honey Pie noch das Lied Etcetera aufgenommen und Overdubs für Mother Nature’s Son eingespielt.
Die Monoabmischung erfolgte am 21. August 1968 morgens. Am 13. Oktober erfolgte die Stereoabmischung. Jeweils unterschiedliche Lautstärke eines der Gesangsspuren bei der Mono- und der Stereoversion.
Besetzung
- Paul McCartney: Akustikgitarre, Schlagzeug, Gesang

## Veröffentlichungen
- Am 22. November 1968 erschien in Deutschland das 13. Beatles-Album The Beatles, auf dem Wild Honey Pie enthalten ist. In Großbritannien wurde das Album ebenfalls am 22. November veröffentlicht, dort war es das zehnte Beatles-Album. In den USA erschien das Album drei Tage später, am 25. November, dort war es das 16. Album der Beatles.
- In Venezuela erschien 1972 die Single Ob-La-Di, Ob-La-Da / Wild Honey Pie.[2]

## Coverversionen (Auswahl)
- Pixies – Pixies [3]
- Phish – Live Phish [4]
- Morgan James – The White Album [5]